# Fort Raz
Fort Raz, auch Fort Île de Raz, ist die Ruine eines viktorianischen Forts auf der Île de Raz, einer kleinen Felseninsel, die der Ostküste der Kanalinsel Alderney vorgelagert und mit dieser durch einen Damm verbunden ist. Es gehört zu den Eastern Forts und wurde in den 1850er-Jahren angelegt.
Das Fort war mit 10 Kanonen ausgestattet und mit 64 Mann besetzt.